# そよん
そよん（Soyon、1994年12月31日 - ）は、日本で活動する韓国国籍のグラビアアイドル、モデル、YouTuber。
アイドルグループ『ごちゃすと』の元メンバー。

## 経歴
韓国籍の両親のもとに生まれ、東京で育つ。大学卒業後に一度就職をしたが芸能界に飛び込み、2017年10月より、MI-CHAN名義で、アイドルグループ・SoulMate、2018年4月より、みーちゃん名義でごちゃすとのメンバーとして活動するも、2019年4月26日にグループ卒業。
2019年7月、澪田ゆいとしてG-STAR.PROに所属。
モデル活動を続け関西コレクション2019 A/Wでランウェイを歩く。
2020年1月、本名であるそよんに改名。
2020年2月、『週刊ヤングジャンプ』（集英社）でグラビアアイドルとして水着グラビアに挑戦。以降、2020年6月『MAQUIA』（集英社）ではファッションモデル、2020年5月『週刊プレイボーイ』（集英社）では水着グラビアと多岐にわたる活動を行う。
2021年1月からはランジェリーブランド『BelletiaParis』の新ブランドイメージモデルを務めることを自身のTwitterで報告した。2022年9月には水着ブランド『sugar』のファッションショーに出演した。
2022年7月には東京・湯島にコンセプトカフェ「のわ」を開業した。
2023年8月3日、フィット所属となったことをSNSで報告。
2024年4月1日、所属事務所をリップへと移籍。

## 人物
韓国籍を公表している。韓国語は日常会話程度ならしゃべることができる。
ライターの山田ゴメスは「（Hカップなのに）いい意味で巨乳を感じさせない」「それはひとえに小顔と長い手足」と身体的特徴を論じている。
生まれつき耳の聞こえが悪く、アイドル時代は苦労した。耳の問題でドクターストップがかかったことも、アイドル業を辞めるきっかけの一つであったという。

## 出演

### テレビ
- 鎧美女 #102（2023年12月25日〈24日深夜〉、フジテレビONE）- 甲冑：伊達政宗[21]

### 音声配信
- そよんのそよラジ！（2021年4月5日 - 2023年3月27日、AuDee）- パーソナリティ[22]

## 出版

### 写真集
- そよかぜ（2021年9月10日、トランスワールドジャパン、撮影：高橋慶祐）ISBN 978-486256-3224[23]
- あなたと（2024年12月31日、トランスワールドジャパン）ISBN 978-4862563989[24]

### デジタル写真集
- 週刊GIRLS-PEDIA 086（2024年10月1日、KADOKAWA）[25]